# Pseudosepharia
Pseudosepharia là một chi bọ cánh cứng trong họ Chrysomelidae.
Chi này được miêu tả khoa học năm 1936 bởi Laboissiere.

## Các loài
Các loài trong chi này gồm:
- Pseudosepharia nigriceps Jiang, 1990
- Pseudosepharia pallinottata Jiang, 1992
- Pseudosepharia rufulus Jiang, 1992